# Porsche 993
Porsche 993 — внутризаводское обозначение модели Porsche 911, выпуска 1994—1998 годов. В модельном ряду эта серия заменила 964.

## Общее описание
Четвёртое поколение 911 и последняя машина компании Porsche, построенная в концепции, предложенной ещё в тридцатых годах самим Фердинандом Порше: заднемоторная компоновка, оппозитный мотор воздушного охлаждения. Помимо этого, модель 993 стала очередной (уже третьей) реинкарнацией классического Порше 911: мотор, внешние габариты и сама стилистика кузова вплоть до угла наклона и формы лобового стекла — всё имело самое прямое происхождение от первого 911, представленного на Парижском автосалоне осенью 1964 года. И всё, что позволяли технологии более-менее массового автопроизводства середины 90-х годов, это было реализовано в этой машине.
Несмотря на сильное внешнее сходство с 911 Classic и 964 данная модель не имеет в конструкции кузова ни одной детали от предшественников, за исключением отдельного крепежа. Внешний дизайн разработан британцем Тони Хэттером, адаптировавшим общую стилистику классического 964 под требования момента: интегральные бампера, скошенные фары, умеренно расширенные арки крыльев — и всё это как бы продолжающее общую кривизну линий кузова. Абсолютная узнаваемость машины не только как 911, была удачно реализована.
Моторы воздушного охлаждения были очередными разработками в концепции мотора воздушного охлаждения 911 Classic, дополненными вновь открывшимися технологическими возможностями. Из четырёх моторов, применявшихся на машине, один был модернизированным от 964, один был индивидуальным на 100 %, а два были собраны лишь на блоке цилиндров тип-964 при полном обновлении прочих компонентов и использовании новых доселе не применявшихся модификаций системы питания. Трансмиссия получила свои собственные механические коробки передач и свою систему полного привода. АКП Типтроник сохранена. Во всей конструкции шасси использована лишь архитектура передней подвески от 964 без массового прямого заимствования деталей; задняя подвеска — от так и не запущенного в производство 989; тормоза и рулевое управление — модернизированы под требования шасси и мощность новых моторов. Интерьер салона, как и внешность, сохранил прямую преемственность со стилем своих предшественников, при полной замене всех деталей и использовании новых материалов.
Модель была в производстве пять лет, продавалась через дилерские центры Porsche в 25 странах: Европа за исключением стран бывшего Соцлагеря и Ирландии, США и Канада, Австралия и Новая Зеландия, Япония, ЮАР, Саудовская Аравия, ОАЭ, Бразилия; а также на Тайване и в Гонконге.
Выпущена в количестве 68839 штук. Получила шесть официальных дорожных модификаций: 911 Carrera, 911 Carrera S, 911 Carrera 4, 911 Carrera 4S, 911 Carrera RS, 911 turbo. И четыре спортивных: 911 Cup 3.8 coupe, 911 GT2 Evolution coupe, 911 GT2 R coupe, 911 Cup 3.8 RSR coupe.
В 1997 году была заменена новым поколением 911-го — Porsche 996, но продолжала выпускаться параллельно до конца 1998 модельного года ввиду большого спроса. Модель стала высшим и абсолютным развитием идеи заднемоторного автомобиля с мотором воздушного охлаждения, а окончание её выпуска завершило пятидесятилетнюю историю этой идеи, принесшей компании Porsche известность всему миру.

## Конструкция базового автомобиля
1994 — первый год выпуска машин четвёртого поколения. Выпускается только одна базовая модификация — 911 Carrera (заднеприводная). Модификации с полным приводом и турбомотором пока замещены машинами предыдущего поколения Porsche 964.

### Кузов[3]
Полностью новая конструкция тип-993, габариты — 4.25/1.74/1.30. Разработанный в стиле и размерах кузова 911 Classic и 964, новый кузов не имел ни одной общей детали предшественниками, хотя визуально повторял их за исключением бамперов. В некотором смысле 993 был отдалённой репликой двух предыдущих моделей, но внутренняя структура кузов полностью переработана под более жёсткие требования пассивной безопасности.
Сразу с началом выпуска доступны все три основные варианта кузова — купе, тарга и кабриолет.

### Мотор[4]
Очередная эволюция двенадцатиклапанного шестицилиндрового оппозитного мотора с воздушным охлаждением: в данном случае — 3.6 тип-964 (М64) без наддува 1994 года. Новый мотор собран на блоке цилиндров тип-964 1989 года с коленвалом под ход поршня в 76.4 мм. Применены полностью алюминиевые цилиндры с внутренним покрытием из сплава Nicasil ® диаметром 100.0 мм и кованные поршни. Рабочий объём мотора — 3600 см³. Степень сжатия — 11.3. Мощность в базовом варианте — 272 л. с.
Система питания — Bosch L-jetronic; две свечи зажигания на цилиндр, совмещённый цифровой блок управления инжектор-зажигание; гидрокомпенсаторы в приводе клапанов; трёхкомпонентный катализатор с двумя датчиками кислорода на выпуске. В общем и целом новый мотор являлся небольшой модернизацией безнаддувного мотора 3.6 тип-964 (М64) 1989 года — изменена лишь форма камеры сгорания, применена новая прошивка управления.

### Трансмиссия[5]
Базовая машина — заднеприводная. Сцепление с гидроприводом; новая шестиступенчатая МКП (первая КП на шесть передач); привода типа ШРУС. В качестве опций доступны четырёхступенчатая АКП «Типтроник», дифференциал повышенного трения.

### Шасси[6]
Колёсная база — 2.27. Передняя подвеска — тип Макферсон, нижний треугольный рычаг на подрамнике с пружинно-амортизационной стойкой, крепящейся к поворотному кулаку позади оси колеса. Задняя подвеска — пятирычажная на пространственном подрамнике с пружинно-амортизационной стойкой. Реечный рулевой механизм с гидроусилителем. Тормоза — односоставные диски и четырёхпоршневые суппорта спереди и сзади. Колёса — 7х16.
По сравнению с предыдущим 911-м тип-964 передняя подвеска была прямым заимствованием, а задняя — полностью новой разработкой. Обе подвески получили возможность регулировки дорожного просвета в условиях СТО. Тормоза подверглись несущественной модернизации технологического плана. АБС устанавливалась в качестве стандартного оборудования.

### Оборудование[7]
На машине сохранена компоновка и дизайн водительского места в стиле и решениях 911 Classic: напольный педальный узел, взаимное расположение руля и остальных органов управления, торпеда с приборным щитком на пять циферблатов, выдвижные кнопки. Модернизация сохранила стиль и эргономику и коснулась лишь технологии и материалов. Сиденья — анатомические со встроенными подголовниками. С точки зрения комфорта ничего нового относительно 911 Classic предложено не было: климат-контроль, круиз-контроль, полный электропакет. Кузов купе лишился такой опции, как крышевой сдвижной люк. А кузов тарга получил стеклянную съёмную крышу.

## Модификации и модернизации
1995. Рынку предложены три новых модификации: 911 Carrera 4, 911 turbo, 911 Carrera RS. Новые модификации полностью заменили собой предыдущие модели 964, который с этого года был окончательно снят с производства. В основу новых модификаций легли несколько новых технических решений доселе не применявшихся: система полного привода с вискомуфтой, турбомотор с двумя турбокомпрессорами, впускной коллектор переменной длины.
Система постоянного полного привода через вискомуфту представляла собой уже четвёртую вариацию 4х4 после Porsche 911 Classic, Porsche 959 и Porsche 964 Carrera 4. В отличие от системы полного привода на предыдущем поколении 1989 года данная схема не имела какого-либо электронно-гидравлического управления и была полностью автономной. В некотором смысле она повторяла схему на Порше 959 — крутящий момент на заднюю ось передавался так же напрямую без дифференциала, а передняя ось была как бы подключаемой. Распределение момента было возможно от 10/90 (в норме) до 50/50 (при пробуксовке) — и меньше 50 % назад передаваться не могло. Но прямых заимствований от 959 не было — в 993-м вискомуфта располагалась в корпусе МКП, а в 959-м планетарная передача с механизмом включения располагалась в корпусе переднего дифференциала. От Порше 964 был получен корпус переднего дифференциала, но, кроме самой идеи полного привода, какая-либо иная связь с предшествующими схемами 964 и раллийного 911 отсутствовала. Новая система, помимо применения на безнаддувной модификации 911 Carrera 4, была сразу предложена и для 911 turbo. Как и в случае с 964, система недоступна с АКП «Типтроник».
Новый турбомотор представлял из себя очередную вариацию двенадцатиклапанного шестицилиндрового оппозитного мотора с воздушным охлаждением и наддувом — его высшее и последнее развитие. Как и мотор 3.6Т тип-964 (М64) 1993 года, новый мотор был собран на блоке цилиндров тип-964 1989 года с коленвалом под ход поршня в 76.4 мм и цилиндрами диаметром в 100.0 мм. Рабочий объём мотора — 3600 см³. Степень сжатия — 8.0. Мощность — 408 л. с. 13-процентная прибавка в мощности относительно предыдущей модификации 1993 года была реализована новой системой питания с двумя турбокомпрессорами по одному для трёх цилиндров каждого полублока. Горизонтальный интеркулер сохранён — он стал сдвоенным. Механический wastegate-клапан из системы наддува удалён — турбокомпрессоры получили электронно-механическое управление наддувом. Система питания — Bosch L-jetronic. Выпускная система — с трёхкомпонентными катализаторами и двумя датчиками кислорода на каждый выпуск.
Мотор применялся до конца выпуска машин четвёртого поколения и стал последним турбомотором воздушного охлаждения. В отличие от случаев с 911 Classic и 964 для 993-го не стали делать особую расширенную модификацию кузова под турбомотор — базовый кузов тип-993 использовался и на безнаддувных и на турбо-модификациях. По сравнению с кузовами тип-911/930 и тип-964/965 ширина нового кузова была как бы промежуточной и позволяла ставить колёса шириной вплоть 9 дюймов.
Высшим развитием безнаддувного двенадцатиклапанного шестицилиндрового оппозитного мотора с воздушным охлаждением стал мотор 3.8 тип-964. Мотор был собран на новом (пятом по счёту) блоке цилиндров тип-993, фактически являющимся технологической модернизацией блока тип-964 без какого-либо изменения размеров и габаритов. Увеличение рабочего объёма — за счёт новых цилиндров диаметром 102.0 мм. Фактический объём — 3746 см³. Степень сжатия — 11.3. Мощность — 300 л. с. Помимо знаковой мощности в 300 л. с., впервые достигнутой Porsche на не гоночном безнаддувном моторе для 911-го, важной технической особенностью, перешедшей позже на моторы с водяным охлаждением для Porsche 996, стала впускная система — сдвоенный впускной коллектор Varioram ® с двумя различными каналами подвода воздуха, используемыми совместно или поддельности в зависимости от оборотов и режима нагрузки. Подобная схема позволила поднять планку крутящего момента (и, соответственно, доступной мощности) на средних оборотах.
Модификации:
- 911 Carrera 4 (1995).

Комплектация: мотор 3.6 тип-964 без наддува, мощность 272 л. с.; шестиступенчатая МКП с системой полного привода; кузов — тип-993 купе/тарга/кабриолет без антикрыла, шасси, аналогичное 911 Carrera 1994 года за исключением полноприводных элементов в передней подвеске.
- 911 turbo (1995—1998).

Комплектация: мотор 3.6 тип-964 с наддувом, мощность 408 л. с.; шестиступенчатая МКП с системой полного привода; кузов — тип-993 купе с активным антикрылом, аналогичным применявшимся на Порше 964; шасси с усиленными тормозами и колёсами размерности 7х17 спереди и 8х17 сзади.
- 911 Carrera RS (1995—1996).

Комплектация: мотор 3.8 тип-964 без наддува, мощность 300 л. с.; шестиступенчатая МКП с заднем приводом; кузов — тип-993 купе с активным антикрылом, аналогичным применявшимся на Порше 964; шасси с усиленными тормозами и колёсами размерности 7х17 спереди и 8х17 сзади.
1996. Две новых модификации: 911 Carrera S и 911 Carrera 4S, заменившие собой прежние две 911 Carrera и 911 Carrera 4 и являющиеся по факту их небольшой модернизацией.
Основа модернизации — новый мотор 3.6 тип-964 (М64) 1996 года. Как и предшественник 1994 года он собран на блоке цилиндров тип-964 1989 года и за исключением системы питания повторяет его конструкцию и размеры. Главное отличие — система Varioram ® от мотора 3.8 тип-964 1995 года. Итог — увеличение мощности на всех режимах и максимальное её значение в 286 л. с.
Модификации:
- 911 Carrera S (1996—1997).

Комплектация: мотор 3.6 тип-964 без наддува, система Varioram ®, мощность 286 л. с.; шестиступенчатая МКП или четырёхступенчатая АКП «Типтроник»; кузов — тип-993 купе/тарга/кабриолет без антикрыла, шасси, аналогичное 911 Carrera 1994 года.
- 911 Carrera 4S (1996—1997).

Комплектация: мотор 3.6 тип-964 без наддува, система Varioram ®, мощность 286 л. с.; шестиступенчатая МКП с системой полного привода; кузов — тип-993 купе/тарга/кабриолет без антикрыла, шасси, аналогичное 911 Carrera 4 1995 года.
1997. Последний год выпуска безнаддувных Порше 911 с мотором воздушного охлаждения. Всего «на конвейере» концепция продержалась 34 года.

## Спортивные модификации

### 911 Cup 3.8[8]
Разработка первой гоночной модификации 993-го началась параллельно с подготовкой к серийному выпуску базовой модели, точнее — в мае 1993. Гоночный дебют машины — Porsche Pirelli Supercup 1994 года. В том же году первые экземпляры появились на отдельных гонках Porsche Carrera Cup, а с 1995 года машина была уже основной машиной для этой серии.
Кузов — базовый тип-993 с фиксированным задним антикрылом и минимальным аэродинамическим обвесом. Кузов снабжён каркасом безопасности. Минимальный интерьер салона, электропакеты и кондиционер демонтированы. Топливный бак — стандартный, 74 литра. Масса — 1100 кг.
Мотор — базовый тип-964 3.6 1994 года, увеличенного до 3.8 литров объёма. Кроме индивидуальной прошивки контроллера какая-либо прочая форсировка отсутствует. Катализаторы сохранены. Трансмиссия — задний привод, усиленные синхронизаторы 6-ступенчатой МКП, дифференциал ограниченного проскальзывания. В общем, почти стандартная для безнаддувной модификации. Шасси — базовое, заниженное на 7 см. Модификация активно использовалась в кольцевых гонках различного уровня вплоть до появления 911 GT3 Cup на основе Porsche 996.

### 911 GT2 R[9]
Турбо-модификация для гонок на длинные дистанции. Начало выпуска — 1995 год. Подготовлена в рамках техтребований к группе машин GT2 для гонок типа Ле-Ман: минимальный вес 1150 кг, базовый мотор.
Кузов машины модернизирован под установку колёс шириной 10 дюймов и расширенную колею (поперечный габарит — 188 см). Аэродинамический обвес состоял из расширителей колёсных арок, регулируемого заднего антикрыла с автоматически выдвижным элементом, переднего фибергласового спойлера с отверстиями для маслорадиаторов и вентиляции тормозов. Внутренняя структура кузова усилена и дополнена каркасом безопасности. Топливный бак — 100 литров с возможностью быстрой заправки.

Базовый турбомотор тип-964 3.6-турбо 1995 года получил два турбокомпрессора KKK 24 с рестриктором 33.8 мм, что увеличило мощность мотора до 450 л. с. при 5750 об/мин. Трансмиссия — задний привод, шестиступенчатая МКП со сближенными передаточными числами, дифференциал ограниченного проскальзывания. Шасси — расширенная колея, подвеска на шаровых соединениях и усиленные тормоза с сохранением АБС.
В 1998 году модификация была немного модернизирована под изменившиеся техтребования: масса уменьшена до 1100 кг, а мощность мотора увеличена до 485 л. с. при тех же оборотах. Цена машины на 1995 год — 506 000 немецких марок.

### 911 GT2 Evolution[10]
Турбо-модификация для гонок на длинные дистанции. Начало выпуска — 1995 год. Подготовлена в рамках техтребований к группе машин GT1 для гонок типа Ле-Ман: минимальный вес 1100 кг, гоночный мотор в общей концепции базового. Кузов — в общем аналогичен модификации GT2 R в модернизациях и габаритах, за исключением исполнения отдельных аэродинамических элементов. Мотор существенно модернизирован в подавляющем большинстве деталей. Применены 2 турбокомпрессора KKK 27 с рестриктором в 40.4 мм с wastegate-клапанами на каждый турбокомпрессор. В отличие от базового мотора, в котором два компрессора подавали воздух в общий впускной коллектор, здесь система питания 3-х цилиндров каждого полублока была индивидуальной со своим интеркулером. Гидрокомпенсаторы отсутствуют. Итоговая мощность мотора — 600 л. с. при 7000 об./мин.

### 911 Cup 3.8 RSR[11]
Безнаддувная модификация для американского и японского кольцевых чемпионатов. Начало выпуска — 1997 год. Подготовлена в рамках американских техтребований IMSA GT3: масса 1120 кг, базовый форсированный мотор, широкая колея. Кузов — аналогичен модификации GT2 R в модернизациях и габаритах, но применено заднее антикрыло упрощённой конструкции. Мотор — форсированный на основе базового тип-964 3.8 1996 года с впускным коллектором Varioram ®. Система питания с двумя форсунками на цилиндр. Катализаторы сохранены. Мощность — 350 л. с. при 7000 об./мин. Трансмиссия — задний привод, шестиступенчатая МКП со сближенными передаточными числами, дифференциал ограниченного проскальзывания. Шасси — расширенная колея, подвеска на шаровых соединениях и усиленные тормоза с сохранением АБС. Цена машины на 1997 год — 238 500 немецких марок.

## Комментарии
1. ↑  Здесь и далее указаны модельные года выпуска
2. ↑  Мощность везде указана по DIN.
3. ↑  Мощность везде указана по DIN